# Мій батько п'є
Мій Батько П'є — український рок-гурт. Виконує пісні у стилі хардкор. У піснях засуджує алкоголізм, наркоманію, куріння та ігнорування владою цих проблем. Підтримує рух «Straight edge».

## Історія
Гурт «Мій Батько П'є» заснований у 2000 році. Вже через 4 дні хлопці дають свій перший концерт. Було написано декілька пісень, з якими гурт і дебютував. Першопочатковий стиль музики слухачі почали називати «саркастичним краст-панком», хоча самі учасники не ставили на стиль своєї музики жодного штампу. Стиль музики поступово почав важчати і змішуватися зі звучанням нової школи хардкору. Та в кінці 2005 року, коли їхні записи поступово розходилися поміж людьми, гурт покинули барабанщик та гітарист, проте існування гурту не припинилося. У 2006 році приходить новий барабанщик, повертаючи таким чином гурт на рок-сцену Рівного. В кінці літа 2006 «Пікачу» запрошує в «Мій Батько П'є» М'ячика, на роль вокаліста. Через 3 тижні після його появи хлопці організовують акцію «Зупинимо рекламу смерти», звернену на заборону рекламування на міських білбордах тютюнових та алкогольних виробів. Восени між учасниками виникає конфлікт, після якого з гурту йде барабанщик. В пошуках нового музиканта у складі з'являється другий гітарист — «Вмикач», який приводить Вадима на місце барабанщика.
29 грудня 2006 року відбувається перший виступ новозатвердженого складу на фестивалі «Курок».
Далі гурт починає активно розвивається. Написавши достатньо матеріалу, «Мій Батько П'є» записують повноцінний демо-альбом. Беручи участь у фестивалях, хлопці отримують нагороди та займають призові місця; надходять запрошення на концерти з інших міст і від інших гуртів.
Весною 2011 року гурт покидає вокаліст М'ячик і засновує свій гурт «Ворст».

## Участь у фестивалях
Гурт виступав на таких фестивалях, як «Бандерштат», «Захід», «ROCK in LOVE», «Покрова», «Літо у Скольмо», «Light Fest», «Тарас Бульба», «Нівроку», «ДеТоНація», Мазепа-фест та ін.

## Дискографія

### Студійні альбоми
- Дуже добре (2012)

## Відео
- Діти — наше майбутнє (2011)
- По ..балу політикану (2016)